# FT Adler Kiel
FT Adler Kiel ist ein Sportverein in Kiel, der als „Freien Turnerschaft an der Kieler Förde“ 1893 gegründet wurde. Durch die großen Verdienste um die Bildung und Erhaltung des Vereins von dem Kommunalpolitiker und Journalisten Eduard Adler wählte der Verein bei der Wiedergründung im Jahr 1949 den Namen "Freie Turnerschaft Adler von 1893 e. V.".
Sie war in den 1960er und 70er Jahren unter ihrem damaligen Vorsitzenden Michael Klieber einer der Pioniere im Schleswig-Holsteinischen Volleyball. Adler Kiel spielte mit zahlreichen Mannschaften im Jugend-, Frauen- und Männerbereich. Auch im Beachvolleyball war Adler Kiel führend in Schleswig-Holstein.
Neben der Volleyballsparte werden auch Rugby, Handball, Karate, Tischtennis und einige andere Sportarten angeboten.

## Geschichte Volleyball
Seiner Volleyballsparte war in der 2. Bundesliga (Männer) vertreten. Von 2010 bis 2012 trat diese Mannschaft für das VT Kiel an, danach schlossen sich die Volleyballer dem Kieler MTV an.

### 2. Bundesliga
Die Männer von FT Adler Kiel spielten bereits von 1995 bis 2000 fünf Jahre in der 2. Bundesliga, bevor ihnen 2008 der erneute Aufstieg aus der Regionalliga gelang. Die Frauen spielten 1999/2000 für eine Saison in der 2. Bundesliga. 2009 stiegen auch die Adler-Frauen erneut in die 2. Bundesliga auf, starteten aber aus finanziellen und organisatorischen Gründen in der Saison 2009/10 für den Kieler TV.

### Spielstätte
Die Heimspiele wurden in der Hein-Dahlinger-Halle in Kiel-Gaarden, Geschwister-Scholl-Straße 9 ausgetragen.

## Rugby
Der Rugby-Männermannschaft gelang in der Saison 2014/15 als Regionalliga-Meister der Aufstieg in die 2. Bundesliga. Derzeit spielt sie in der Regionalliga Nord.

## Weitere Sportarten
Außer Volleyball / Beachvolleyball und Rugby werden bei der FT Adler Kiel noch die Sportarten Karate, Turnen, Indiaca, Handball, Trampolin und Tischtennis ausgeübt.